# Protemblemaria
Protemblemaria é um género de peixe da família Chaenopsidae.
Este género contém as seguintes espécies:
- Protemblemaria punctata